# Jean-Pierre Tripet
Jean-Pierre Tripet (ur. 27 stycznia 1949) – francuski judoka. Uczestnik mistrzostw świata w 1973 i 1975 roku.
Zajął piąte miejsce na mistrzostwach Europy w 1978, a także zdobył trzy medale w drużynie, w 1973, 1975 i 1978. Mistrz Francji w 1976, 1978 i 1980 roku.